# قلندرمحلة
قلندرمحلة (بالفارسية: قلندرمحله) هي قرية تقع في غلستان في إيران. يقدر عدد سكانها بـ 618 نسمة بحسب إحصاء 2016.